# يوسف ضياء الدين الخالدي
يوسف ضياء الدين الخالدي (ولد عام 1842 في القدس - توفي عام 1906 في إسطنبول)، عُرف بمواقف ناقدة لسياسات السلطان عبد الحميد الثاني، تدرّج في مناصب سياسية بالدولة العثمانية، وتولى رئاسة بلدية القدس في الأعوام 1876 إلى 1873، ثم عين نائبًا عنها لدى «مجلس المبعوثان» أي البرلمان العثماني قبل أن يعيّن قنصلًا عثمانيًا في مدينة «بوتي» الروسية.

## نشأته وتعليمه
ولد في القدس لعائلة مرموقة، وكان والده محمد علي قاضيًا في مرعش وأرضروم إبان الحكم العثماني، أما جده لأمه موسى الخالدي فقد كان قاضي عسكر الأناضول.
تلقى يوسف ضياء الدين الخالدي تعليمه الأول في في «المدرسة الفخرية» بالقدس، ثم أراد متابعة الدراسة في الأزهر إلا أن والده رتّب له الدراسة في الكلية البروتستانتية في جزيرة مالطا، حيث بقي هناك سنتين درس فيهما الحساب واللغات اليونانية والفرنسية والإنكليزية، وفي عام 1859 عمل ملازماً متدرباً في المحكمة الشرعية في القدس، ثم بعدها إلى إسطنبول لدراسة الطب، لكنها لم تستهوه فتركها بعد سنتين، وشرع بالإلتحاق بكلية روبرت الأمريكية هناك لدراسة الهندسة، إلا أنه لم يتمها بسبب وفاة والده وعودته إلى القدس عام 1867. تولى في سبتمبر/ أيلول 1867، تولى رئاسة بلدية القدس، وفي مارس/ آذار 1873، عين مترجما في الخارجية في إسطنبول. تأثر بالمفكر جمال الدين الأفغاني وكان على علاقة طيبة معه.

## مترجم وواضع أول قاموس كردي-عربي
عُيّن مترجمًا في الخارجية بإسطنبول، إذ كان يتقن العربية والتركية واللاتينية والإنكليزية والفرنسية، وأيضًا الكردية التي تعلمها في الفترة بين عامي 1887 و1893.
يوسف الخالدي هو واضع أول معجم كردي - عربي بعنوان الهدية الحميدية، نُشر عام 1893 في إسطنبول، ويضم القاموس 5425 كلمة أبجدية، ويتضمن مقدمة حول بنية اللغة الكردية، وخصائصها القواعدية، هناك نسختان أصليتان من القاموس، واحدة لدى عائلته والأخرى لدى مكتبة «بيازيد» بإسطنبول.

## موقفه من فلسطين والحركة الصهيونية
لعب الخالدي دورًا رئيسيًا في الفصائل السياسية المعارضة التي تأسست لمنع محاولات الدولة العثمانية انتهاك الدستور. كان الخالدي مطلعًا على الفكر الصهيوني والبيئة المعادية للسامية في أوروبا التي نشأ منها. لقد أدرك أيضًا الخطر الذي يمكن أن تعرضه الصهيونية لليهود في جميع أنحاء الإمبراطورية العثمانية.
عبّر الخالدي عن مخاوفه من أن الصهيونية ستهدد العلاقات الودية بين المسلمين والمسيحيين واليهود، وفي 19 آذار 1899كتب رسالة إلى ثيودور هرتسل عبر صديق هرتسل صادوق خان كبير حاخامات فرنسا، يطالبه فيها بالتخلي عن فلسطين هدفاً لإقامة دولة يهودية، جاء فيها: «إن فلسطين تكوّن جزءاً لا يتجزأ من الأمبراطورية العثمانية، وهي مأهولة اليوم بغير اليهود، ويقدس هذه البلاد 390 مليون مسيحي و300 مليون مسلم، فبأي حق يطالب بها اليهود لأنفسهم؟ إن الأموال اليهودية لن تستطيع شراء فلسطين، ولذا فإن امتلاكها لن يكون إلا بقوة المدافع والسفن الحربية...لذا حتى حصل هرتسل على موافقة السلطان عبد الحميد على المخطط الصهيوني، فعليه ألا يفكر بأنه سيأتي اليوم الذي يصبح فيه الصهيونيون أسياد هذه البلاد».
عرضت الرسالة على ثيودور هرتزل في 19 مارس 1899، الذي رد على الخالدي بالفرنسية برسالة جاء فيها أن كلاً من الإمبراطورية العثمانية والسكان غير اليهود في فلسطين سيستفيدون من الهجرة اليهودية، حيث «لا يعتزم الصهاينة طرد العرب أو نزع ممتلكاتهم، بل بالأحرى سوف يجلبون الخير والأزدهار للبلد». وتعتبر هذه الرسالة هي الوحيدة الموجّهة من «هرتسل» إلى زعيم عربي.
وفقًا لرشيد الخالدي وألكسندر شولش ودومينيك بيرين، كان الخالدي يتمتع ببصيرة نافذة في التنبؤ بأنه يمكن للصهيونية أن تثير إيقاظ القومية العربية التي توحد المسيحيين والمسلمين.

## تكريم
نال عدة الأوسمة متفاوتة الدرجات من كل من النمسا والمجر وروسيا وألمانيا.

## وفاته
توفي في إسطنبول عام 1906.

## أعماله
- ديوان لبيد العامري، فيينا، 1880
- الهدية الحميدية في اللغة الكردية، قاموس كردي - عربي، الاستانة، 1893